# 香线柱兰
香线柱兰（学名：Zeuxine odorata），为兰科线柱兰属下的一个植物种。